# فلسفه بابل
فلسفه بابل را می‌توان در خرد اولیه بین‌النهرین ردیابی کرد، که مظهر فلسفه‌های خاصی از زندگی، به ویژه اخلاق بود. این فلسفه در دین بین‌النهرین (که بیشتر حول شناسایی خدایان و الهه‌ها با بدن‌های بهشتی می‌چرخید) و در انواع ادبیات بابلی منعکس شده است.
با ظهور تعداد فزاینده‌ای از مطالعات مربوط به ادبیات تمدن‌های باستانی خاور نزدیک، این تصور که زمانی رایج بود که یونانی‌ها و رومی‌ها تنها مردم باستانی بودند که ادبیاتشان ارزش مطالعه جدی را داشت، غیرقابل دفاع شده‌است. نه تنها دیده شده‌است که ادبیات مصر پیشرفت فکری را در مقایسه با تمدن‌های بعدی از بسیاری جهات در خور توجه است، بلکه شواهدی نیز نشان می‌دهد که ادبیات معاصر بین‌النهرین حاوی «معادن و گنج‌خانه‌های دست‌نخورده» است. تحقیقات اخیر نشان داده‌است که سطح بالایی از تفکر در ادبیات بین‌النهرین باستان یافت می‌شود. جورج سی. کامرون فهرست‌های سومری اولیه از گروه‌های مرتبط مانند ماهی، پرندگان، حیوانات، گیاهان، عناوین شغلی و نام‌های شخصی را به‌عنوان «نخستین پایش‌های علمی» توصیف می‌کند. این فهرست‌ها در خدمت حفظ و گسترش دانش نوشتن بودند، «اما صرف‌نظر از هدف اصلی‌شان، همین مجموعه‌ها - از پرندگان، ماهی‌ها و غیره - مشاهدات دقیق را پیش‌فرض می‌گیرند و مستلزم توانایی سازمان‌دهی و تجزیه و تحلیل مطالب در دست هستند.

## تاریخ فلسفهبابلی
استدلال و عقلانیت بابلی‌ها فراتر از مشاهدات تجربی در تاریخ اولیه توسعه یافت. "کتاب راهنمای تشخیصی" پزشکی اساگیل کین آپلی، که قدمت آن به قرن یازدهم قبل از میلاد برمی‌گردد، بر اساس مجموعه‌ای منطقی از بدیهیات و فرضیات، از جمله این دیدگاه مدرن بود که از طریق معاینه و بازرسی علائم بیمار، امکان تشخیص بیماری و شانس بهبودی بیمار وجود دارد.
در طول قرون 8 و 7 قبل از میلاد، اخترشناسان بابلی شروع به مطالعه فلسفه در مورد ماهیت ایده‌آل جهان اولیه کردند و شروع به استفاده از منطق درونی در سیستم‌های سیاره‌ای پیشگویانه خود کردند که سهم مهمی در فلسفه علم بود.
این احتمال وجود دارد که فلسفه بابلی بر یونانی، به ویژه فلسفه هلنیستی تأثیر داشته باشد. متن بابلی «گفت و گوی بدبینی» حاوی شباهت‌هایی به سوفیسم، آموزه تقابل‌های هراکلیتوس، دیالوگ‌های افلاطون و روش تحقیق دیالکتیکی سقراط است.

## مفاهیم اساسی
چهار مفهوم برجسته در فلسفه بابلی وجود دارد که به بسیاری از مکاتب و جنبش‌های فلسفی مختلف در نقاط مختلف جهان منتقل شده است:
1. همه چیز نتیجه تکامل ارگانیک است (بنابراین نیازی به خالق نیست و راه برای انسان باز است که فکر کند در خلقت و تکامل خود نقش داشته است و بنابراین قدرت پیشرفت خود را دارد).
2. عقل انسان برتری دارد (سیستم‌های آموزشی روز در این ایدئولوژی عجین شده است).
3. بی‌بندوباری و رهاسازی جنسی در تمام جامعه نفوذ می‌کند (و تشویق می شود، حتی اگر اغلب منجر به از هم گسیختگی خانواده و ازدواج شود).
4. دولت مطلق یا سعادت اجتماعی یا، حکومتی متمرکز در یک قدرت مرکزی مسیر طبیعی است که باید ایجاد کرد (بنابراین، دولت ـ‌یا در برخی موارد مذهب‌ـ برای مردم کارساز است، برای مردم فکر می‌کند، و همه چیز را برای مردم به کار می‌بندد).